# Locomotiva FS 510
Le locomotive del gruppo 510 delle Ferrovie dello Stato italiane sono state un gruppo eterogeneo di locomotive a vapore, con rodiggio 2-2-0, acquisite, dopo il 1905, in seguito al riscatto della Rete Mediterranea. Fu una delle locomotive della RM meglio riuscite tanto che il prototipo 1001 RM fu inviato all'Esposizione universale di Parigi per le sue particolarità costruttive come il primo tentativo di preriscaldatore per utilizzare i gas di scarico dei cilindri per scaldare i tubi bollitori dell'acqua, e il carrello di guida anteriore per favorire stabilità in curva e marcia regolare.

## Storia
Le locomotive vennero costruite a partire dal 1878, su commissione delle varie società ferroviarie italiane che, dal 1885, vennero incorporate nella Rete Mediterranea affidata alla Società per le Strade Ferrate del Mediterraneo. Risultano pertanto costruite da un insieme eterogeneo di fabbriche austriache, tedesche ed italiane che ne consegnarono un consistente numero di unità in varie riprese. Le ultime locomotive vennero consegnate nel 1895 dalle Costruzioni Meccaniche di Saronno. immatricolate nel gruppo 1001-1400 RM, trovarono impiego alla trazione dei treni viaggiatori. Vennero immatricolate, ma non tutte, dalle Ferrovie dello Stato nel gruppo 510 FS a partire dal 1905.
Se ne ritrovano 96 unità ancora immatricolate nell'album delle locomotive edito dalle FS nel 1915.

## Caratteristiche tecniche
La locomotiva fu costruita con il rodiggio 2-2-0 tipico delle locomotive veloci da treno viaggiatori; era una macchina a vapore saturo, a 2 cilindri esterni a semplice espansione con distribuzione del tipo Gooch a cassetto piano. Alcune locomotive vennero costruite con una caldaia più corta di 40 cm e con minore superficie di riscaldamento ma con superficie di griglia maggiore; la potenza massima pertanto rimaneva invariata a 375 kW. Differente era invece lo sforzo di trazione all'avviamento che nelle locomotive a caldaia più lunga risultava maggiore di circa 700 kg.
La locomotiva era costituita da un carro su cui erano disposte le due grandi ruote motrici accoppiate del diametro di 1.830 mm che le consentivano di raggiungere la velocità massima di 85 km/h già più elevata di quella massima della maggior parte delle linee del tempo. La parte anteriore poggiava su un carrello di guida a due assi da 974 mm. Erano dotate di freno continuo automatico ad aria compressa e di riscaldamento a vapore per le carrozze; quest'ultimo era assente in alcune unità. Alla locomotiva era accoppiato un tender a tre assi, di capacità differente a seconda della fornitura, in grado di trasportare o 10.000 kg di acqua e 3.500 kg di carbone, oppure 8.000 kg di acqua e 3.000 kg di carbone.

## Ripartizione unità per costruttore
- Lokomotivfabrik Floridsdorf: 2 [3]
- Maffei: 16 [4]
- Officine ferroviarie di Torino: 1 [5]
- Henschel & Sohn: 13 [3]
- Vulcan Foundry: 3 [5]
- SLM Winterthur: 8 [4]
- Società Sassone: 9 [6]
- Ansaldo: 34 [4]
- Costruzioni Meccaniche di Saronno: 9 [7]

## Nomi delle locomotive sotto la Rete Mediterranea
- RM 1056: Bellerofonte costruz. Maffei 1883 (ex SFAI poi FS 510.056)
- RM 1068: Brancaleone